# Elena Runggaldier
Elena Runggaldier (Bozen, 10 juli 1990) is een Italiaanse schansspringster. Ze vertegenwoordigde haar vaderland op de Olympische Winterspelen 2014 in Sotsji.

## Carrière
Runggaldier maakte haar debuut in de Continentalcup, op dat moment het hoogste wedstrijdcircuit in het schansspringen voor vrouwen, in januari 2005 in Planica. In oktober 2010 boekte ze in Liberec haar eerste zege in de Continentalcup.
Tijdens de wereldkampioenschappen schansspringen 2009 in Liberec eindigde de Italiaanse op de tweeëndertigste plaats. Op de wereldkampioenschappen schansspringen 2011 in Oslo veroverde Runggaldier de zilveren medaille.

## Resultaten

### Olympische Spelen
| Jaar | Plaats      | Resultaten |
| ---- | ----------- | ---------- |
| 2014 | Sotsji      | 29e HS106  |
| 2018 | Pyeongchang | 33e HS109  |

### Wereldkampioenschappen
| Jaar | Plaats        | Resultaten                                    |
| ---- | ------------- | --------------------------------------------- |
| 2009 | Liberec       | 32e HS100                                     |
| 2011 | Oslo          | HS106                                         |
| 2013 | Val di Fiemme | 12e HS106 7e HS106 gemengd team               |
| 2015 | Falun         | 30e HS100 9e HS100 gemengd team               |
| 2017 | Lahti         | 18e HS100 7e Team HS100                       |
| 2019 | Seefeld       | 8e HS109 8e Team HS 100 8e HS100 gemengd team |

### Wereldbeker

#### Eindklasseringen
| Seizoen   | Algm | RAW |
| --------- | ---- | --- |
| 2011/2012 | 31e  |     |
| 2012/2013 | 20e  |     |
| 2013/2014 | 27e  |     |
| 2014/2015 | 37e  |     |
| 2015/2016 | 16e  |     |
| 2016/2017 | 21e  |     |
| 2017/2018 | 35e  |     |
| 2018/2019 | 23e  | 20e |
| 2019/2020 | 34e  | 17e |

### Continentalcup

#### Eindklasseringen
| Seizoen   | Algm |
| --------- | ---- |
| 2004/2005 | 19e  |
| 2005/2006 | 22e  |
| 2006/2007 | 28e  |
| 2007/2008 | 23e  |
| 2008/2009 | 31e  |
| 2009/2010 | 18e  |
| 2010/2011 | 12e  |
| 2011/2012 | 57e  |
| 2013/2014 | 15e  |
| 2014/2015 | 21e  |

#### Continentalcupzeges
| Datum          | Plaats  | Schans |
| -------------- | ------- | ------ |
| 1 oktober 2010 | Liberec | HS100  |